# Абашидзе Аслан Ібрагимович
Аслан Абашидзе (груз. ასლან აბაშიძე; нар. 20 липня 1938, Батумі) — державний і політичний діяч Грузії, у 1991–2004 роках — керівник Аджарської Автономної Республіки. 
Мальтійський лицар.

## Життєпис
Взяв курс на віддокремлення Аджарії від Грузії та на зближення з Росією. У травні 2004 року, після багатотисячних мітингів з вимогою його відставки, втік з Батумі до Росії.